# Лоскутівка
Лоскутівка — селище в Україні, у Лисичанській міській територіальній громаді Сіверськодонецького району Луганської області. Населення становить 855 осіб. У селищі розташована станція Лоскутівка, вантажно-пасажирська залізнична станція Лиманської дирекції Донецької залізниці.

## Населення
За даними перепису 2001 року населення селища становило 855 осіб, з них 69,71 % зазначили рідною українську мову, 29,36 % — російську, а 0,93 % — іншу.

## Історія
Упродовж війни на сході України селище страждає від обстрілів проросійських сепаратистів. 8 травня 2018 р. воно було обстріляне збройними формуваннями ЛНР із важкої артилерії. В результаті обстрілу у житлові будинки, які розташовані по вулицям Первомайська та Харківська, влучило щонайменше 10 снарядів з великокаліберних гармат. Пошкоджено газопровід, водовід та лінії електропередач, 2 будинки повністю зруйновані, а ще 6 — зазнали суттєвих пошкоджень.
З самого початку повномасштабного російського вторгнення в Україну у 2022 селище стало одним з центрів активних бойових дій на Донбасі. Станом на 22 червня 2022 року населений пункт окуповано ЗС РФ.

## Світлини

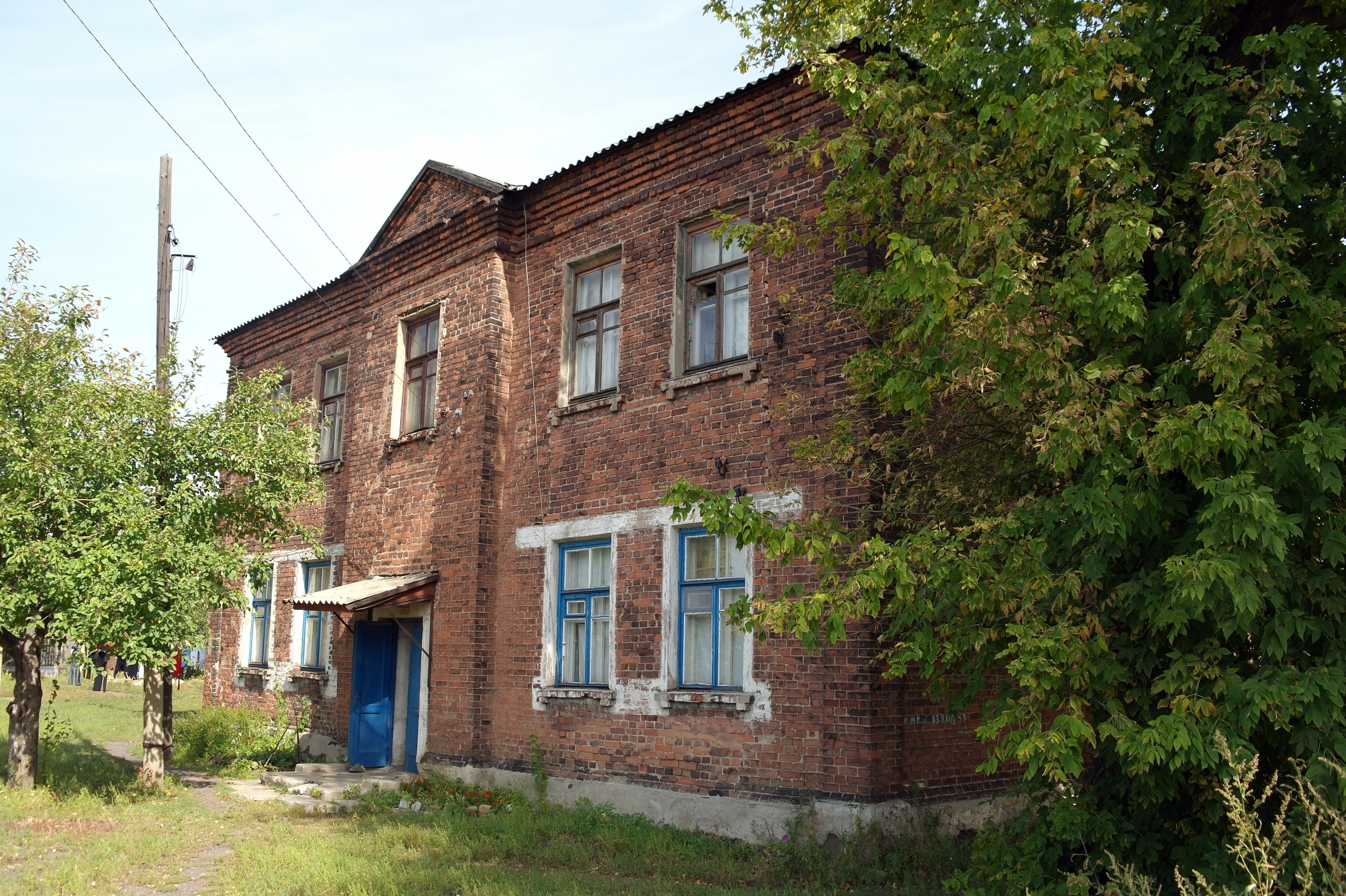